# Биксяново
Биксяново (баш. Биксән) — деревня в Ишимбайском районе Башкортостана, входит в состав Сайрановского сельсовета.

## История
Первопоселенец аула — Биксян Якупов. Он участвовал в продаже заводчице Дарье Пашковой вотчинных земель Юрматынской волости в 1790 г.
В начале XIX века стояло 14 домов, где жило 75 человек. Через 50 лет в 31 дворе проживало 235 человек. В 1920 г. в ауле было 286 жителей и 55 дворов.
Согласно закону «О границах, статусе и административных центрах муниципальных образований в Республике Башкортостан» имеет статус сельского поселения.

## Население
| 2002 | 2009 | 2010 |
| ---- | ---- | ---- |
| 464  | ↗548 | ↘513 |

## Географическое положение
Биксяново основано на месте впадения реки Бишагач в реку Селеук.
Расстояние до:
- районного центра (Ишимбай): 25 км,
- центра сельсовета (Сайраново): 5 км,
- ближайшей ж/д станции (Стерлитамак): 40 км.

## Экономика
- Хлебородство;
- скотоводство.